# Кобб, Бланш
Бланш Клео Кобб (англ. Blanche Cleo Cobb, в девичестве Аррингтон (англ. Arrington); 8 сентября 1900 года, Джесуп, Джорджия, США — 1 мая 2015 года, Джексонвилл, Флорида, США) – полностью верифицированная американская долгожительница. На момент своей смерти, она была восьмым старейшим живущим человеком в мире, четвёртым самым старым человеком в США и второй старейшей живущей жительницей штата Флорида (после Антонии Джерены Риверы).

## Биография
Бланш Клео Аррингтон родилась 8 сентября 1900 года в городе Джесуп (штат Джорджия). Переехав в Фолкстон (штат Джорджия), она познакомилась с Джонни Коббом-младшим. Они поженились 24 декабря 1920 года. После его смерти в 1957 году Бланш пообещала, что она больше никогда не выйдет замуж. Она имела 13 детей, 22 внуков, 39 правнука и 4 праправнука. Кобб жила со своей дочерью Мэй Шилдз в Джексонвилле (штат Флорида) с 1978 года до своей смерти.
Кобб объясняла своё долголетие и хорошее здоровье любовью к Богу, людям и картофелю. Её дочь говорила, что Бланш была очень набожной христианкой, которая никогда не терпела курение, употребление алкоголя, оружие или азартные игры в своём доме, однако её дом всегда был открытым для всех.
Бланш Кобб умерла 1 мая 2015 года в возрасте 114 лет и 235 дней.

## См.также
- Долгожитель;
- Список старейших женщин;
- Список старейших людей в мире.